# Pharmazeutischer Assistent
Ein pharmazeutischer Assistent gehört in Deutschland zum pharmazeutischen Personal in der Apotheke. Die Herstellung von Arzneimitteln ist ihm unter Aufsicht eines Apothekers erlaubt, die Abgabe von Arzneimitteln jedoch nicht.
Seit der deutschen Wiedervereinigung werden keine pharmazeutischen Assistenten mehr ausgebildet. Daher ist ihre Zahl rückläufig.